# Musée de l'espace de Hong Kong
Le musée de l'espace de Hong Kong (香港太空館, Hong Kong Space Museum) est situé dans le quartier de Tsim Sha Tsui à Kowloon. Inauguré 8 octobre 1980, il est administré par le département des loisirs et des services culturels du gouvernement de Hong Kong. Son bâtiment est notable pour sa forme hémisphérique, qui contient un planétarium, le seul de Hong Kong. Les principales installations du musée sont situées dans un bâtiment à côté du planétarium, et présentent des informations sur le système solaire, la cosmologie, et le vol spatial.
Accessible depuis Salisbury Road (en), il est adjacent au centre culturel de Hong Kong, au musée d'art de Hong Kong, et à la tour de l'horloge de Tsim Sha Tsui. Le musée des sciences de Hong Kong et le musée d'histoire de Hong Kong se trouvent également à Tsim Sha Tsui.
Le musée de l'espace organise régulièrement divers types d'expositions et de conférences astronomiques. Il est également ouvert aux groupes scolaires et au public. Il est surnommé la « brioche-ananas » (菠蘿包) en raison de sa forme.

## Histoire
L'idée d'un planétarium est initialement proposé en 1961 par le conseil urbain. Dix ans plus tard, le département des services urbains (en) met en place un groupe de travail pour étudier l'expérience à l'étranger dans la création de planétariums. L'étude vise à jeter les bases de la mise en place du futur musée de l'espace de Hong Kong. Le gouvernement de Hong Kong décide de construire le musée à Tsim Sha Tsui et invite Joseph Liu à devenir conseiller du planétarium.
En 1974, le département des services urbains signe un contrat avec l'entreprise Carl Zeiss pour acheter un planétarium et d'autres équipements au prix de 3 050 000 HK$.
La construction commence en 1977 et le musée ouvre le 8 octobre 1980. Il contient le premier planétarium informatisé au monde. Au cours de l'exercice 2008-2009, il y a eu environ 590 000 visiteurs.
En 2015, afin de réaliser des travaux de rénovation, le hall d'exposition du Sky Hall est fermé le 5 octobre et rouvre le 25 avril 2018.

## Installations
Le musée a deux ailes: l'aile est et l'aile ouest. La première est constituée du noyau du planétarium du musée, qui a une structure en forme de dôme en forme d'œuf. En dessous se trouvent le théâtre spatial Stanley Ho, la salle de la science spatiale, des ateliers et des bureaux. L'aile ouest abrite la salle d'astronomie, la salle de conférence, une boutique de souvenirs et des bureaux.
Le dôme en forme d'œuf du planétarium couvre plus de 8 000 m², ce qui en fait un monument distinctif de Hong Kong. C'est le premier planétarium local pour la vulgarisation de l'astronomie et des sciences spatiales. L'imageur d'étoiles informatisé de la Sky Gallery du musée de l'espace est capable de simuler le ciel grâce à des principes optiques, projetant 8 000 étoiles sur l'écran de l'hémisphère du planétarium.
Il y a aussi une maquette de la partie avant et du cockpit de l'orbiteur d'une navette spatiale.

## Salles d'exposition
Le musée de l'espace de Hong Kong dispose de deux salles d'exposition thématiques : la salle des sciences spatiales au rez-de-chaussée et la salle de l'astronomie au premier étage. Les expositions, principalement interactives, permettent aux visiteurs d'apprendre à travers une série d'expériences divertissantes et éducatives.

## Accès
Le musée est accessible à distance de marche depuis les stations de East Tsim Sha Tsui et Tsim Sha Tsui du métro de Hong Kong. Il est également proche de la jetée de la Star Ferry et d'un terminus de bus.

## Galerie

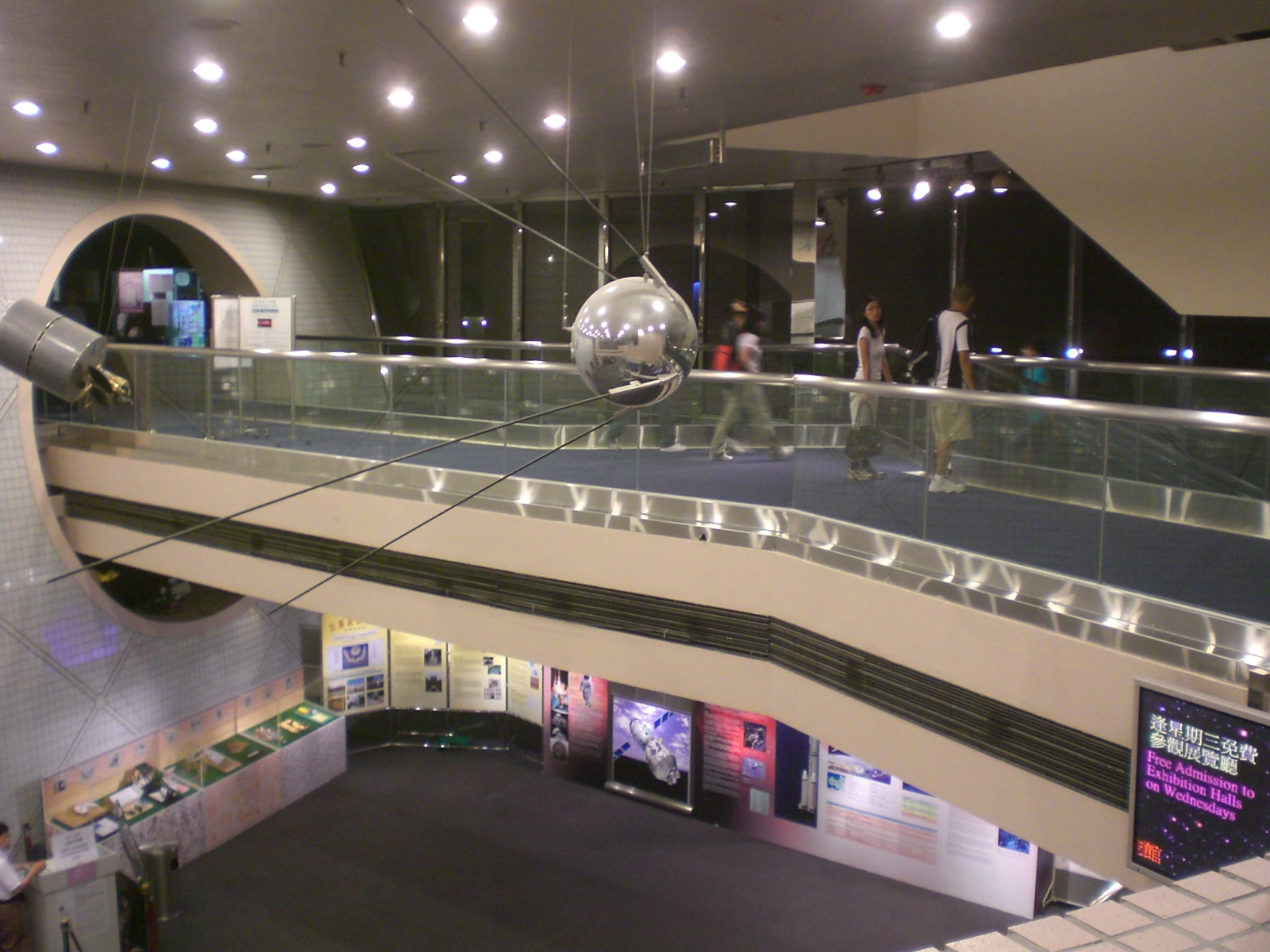
L'entrée du musée.
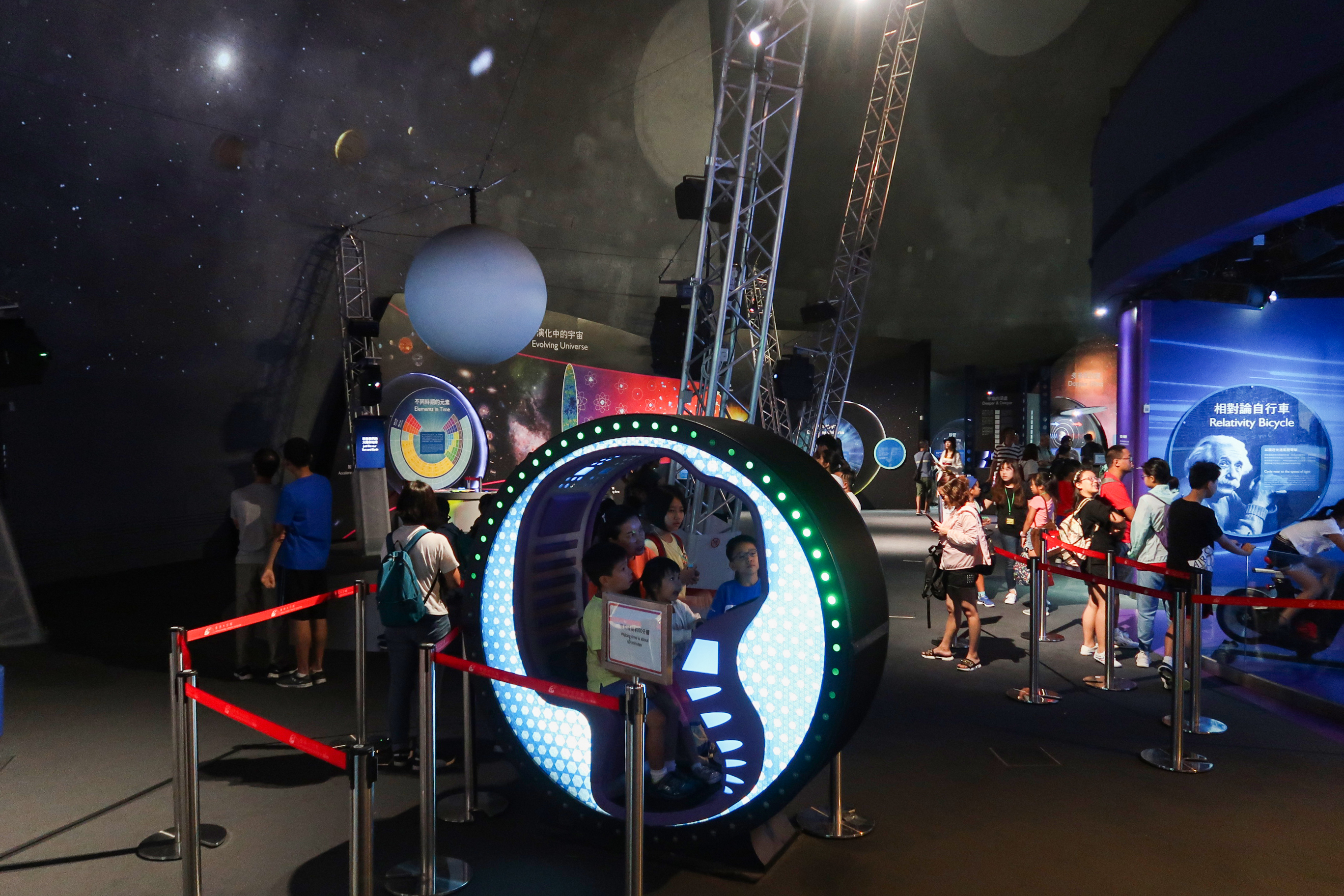
La salle du cosmos.
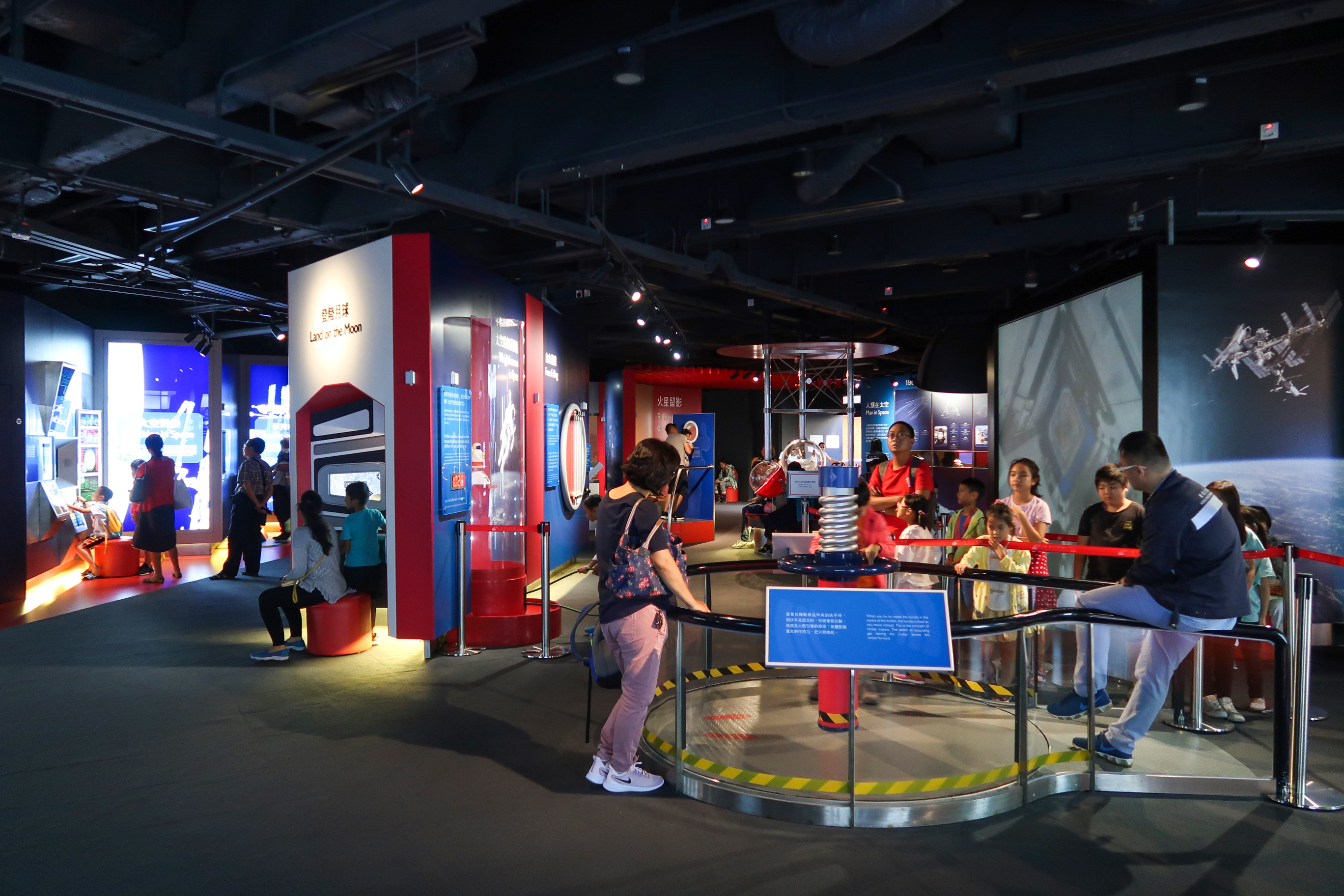
La salle de l'exploration spatiale.
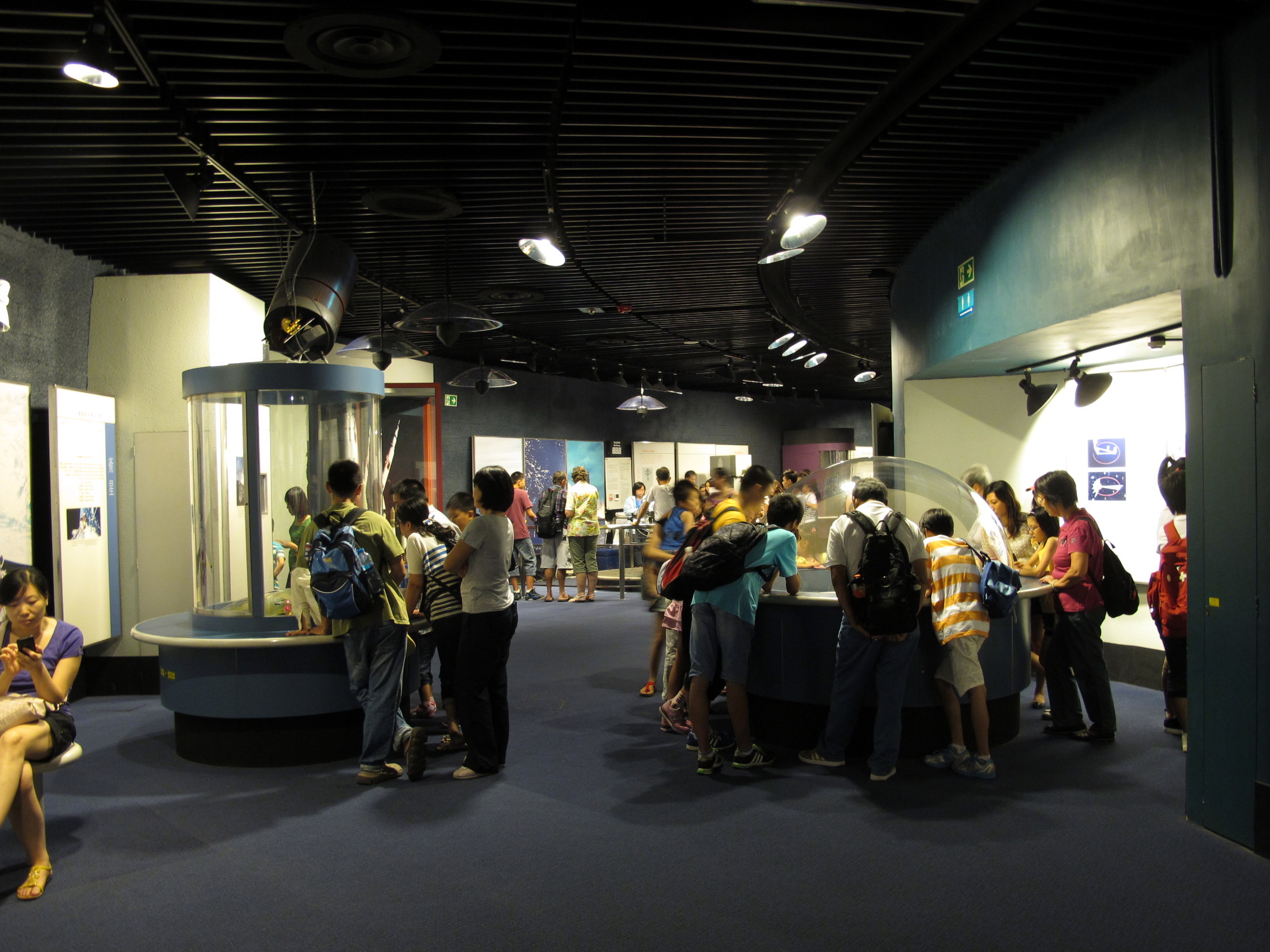
La salle de la science spatiale en 2012, fermée en 2015 en raison de travaux de rénovation.
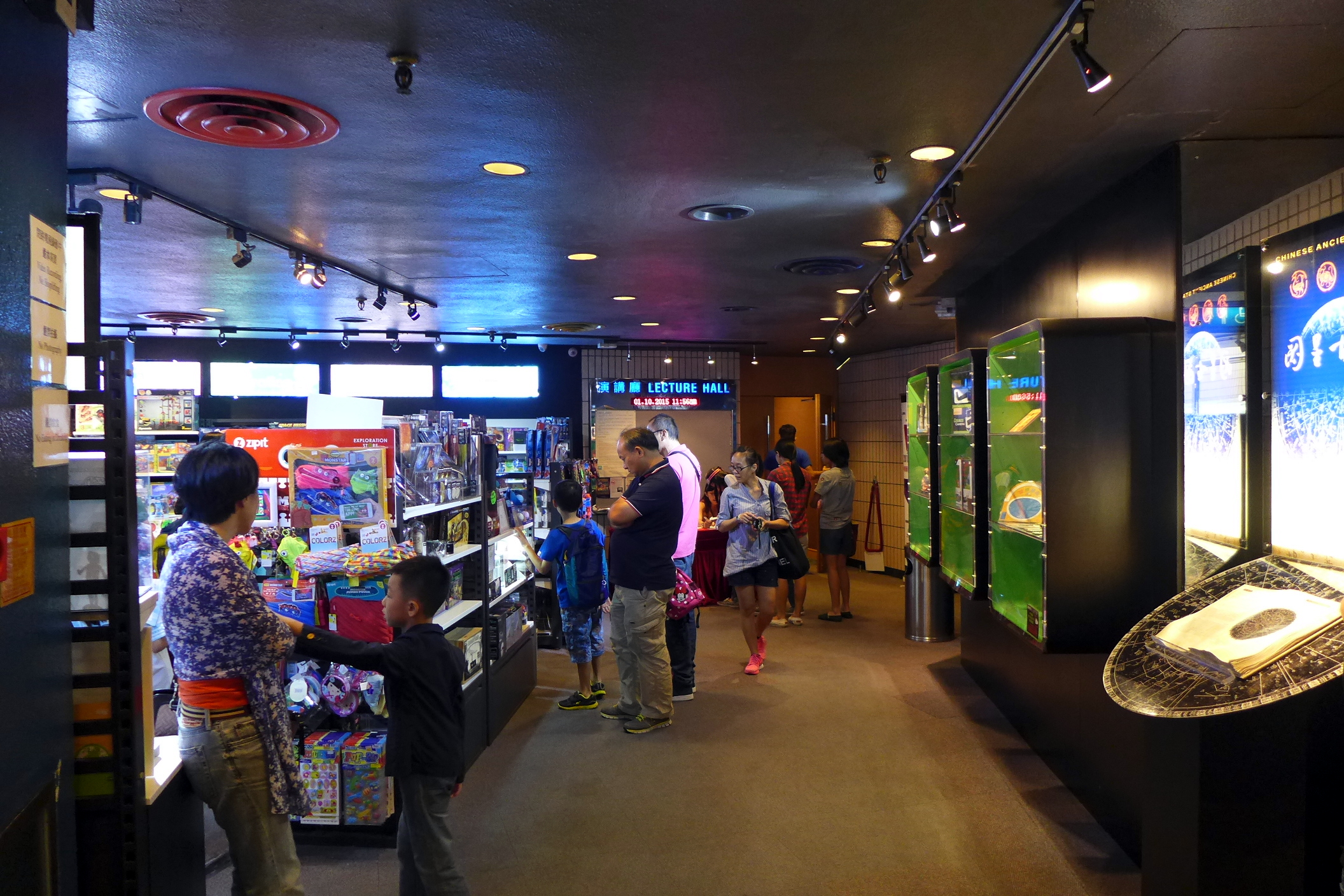
La boutique de souvenirs.
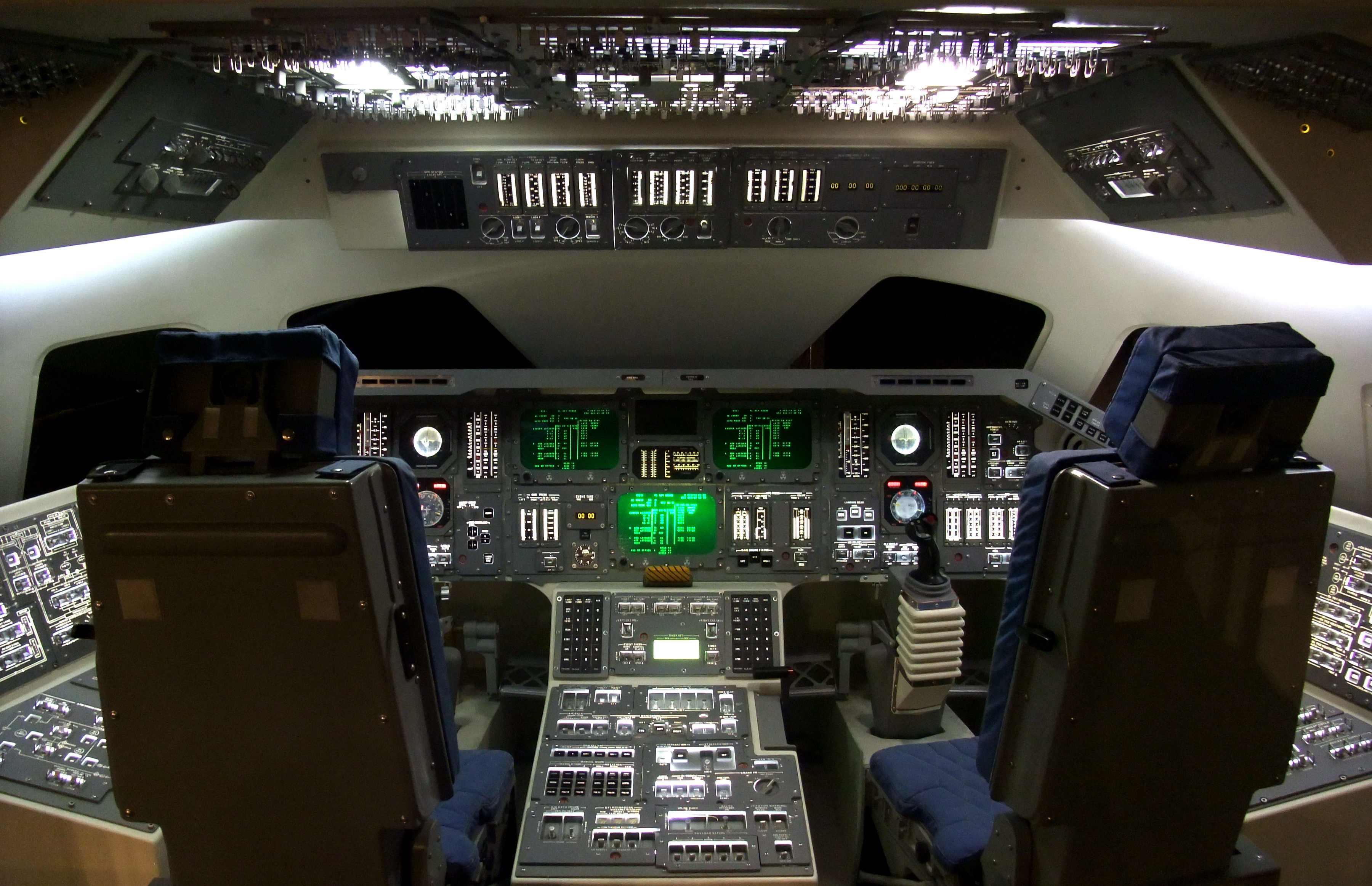
Le modèle original du cockpit d'une navette était autrefois exposé au musée, mais a été retiré après la rénovation de septembre.
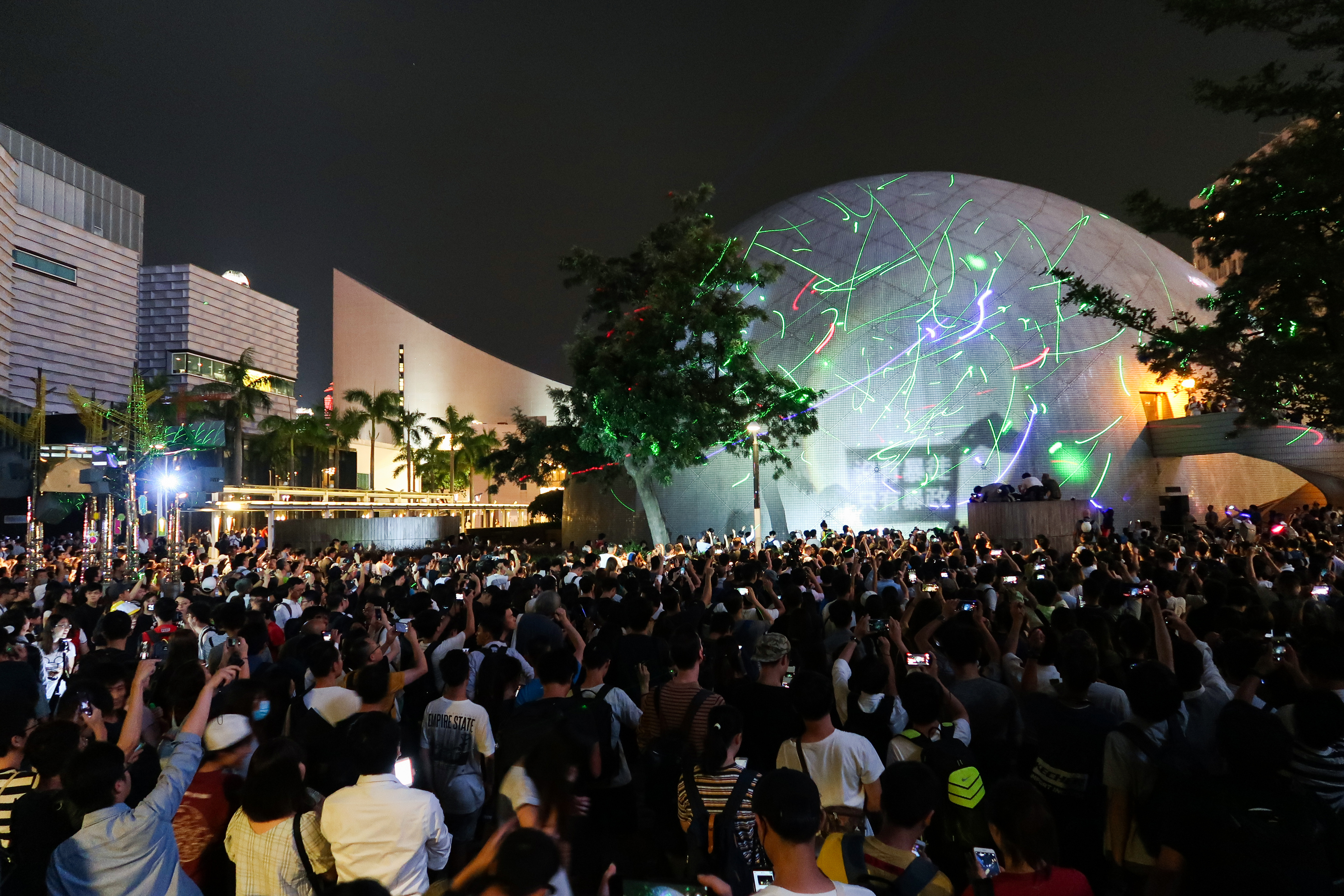
Réunions de protestants devant le planétarium durant les manifestations de 2019-2020 à Hong Kong.
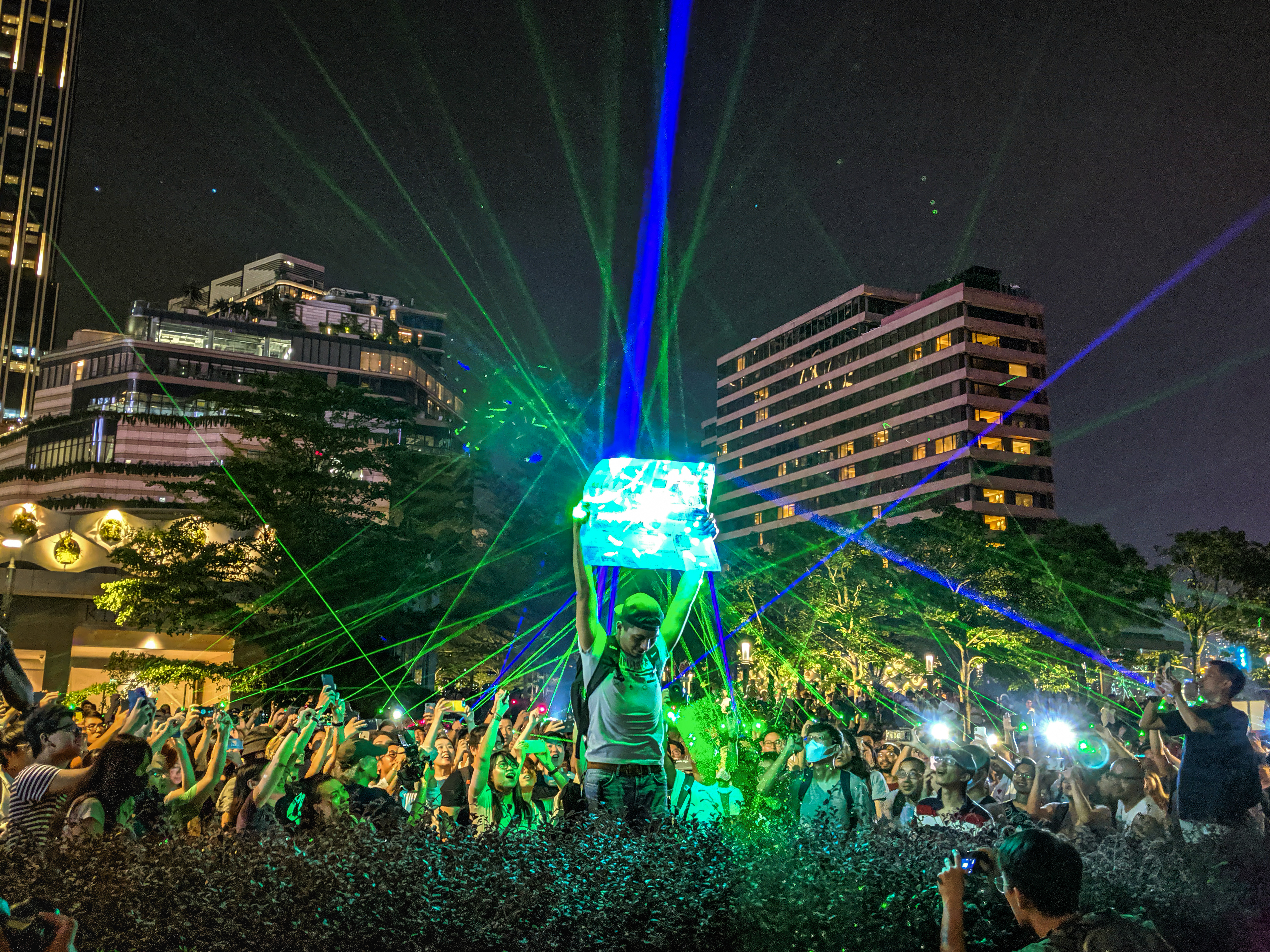
Des protestants des manifestations de 2019-2020 à Hong Kong réunis devant le planétarium visent avec des lasers une feuille de journal.